# إليسا لام
إليسا لام (بالإنجليزية: Elisa Lam)‏ (و. 1991 – فبراير 2013 م) هي طالبة كندية، ولدت في فانكوفر، بسبب غرق.

## وصلات خارجية
- إليسا لام على موقع IMDb (الإنجليزية)

- إليسا لام في قاعدة بيانات الأفلام على الإنترنت